# Torre KXTV/KOVR

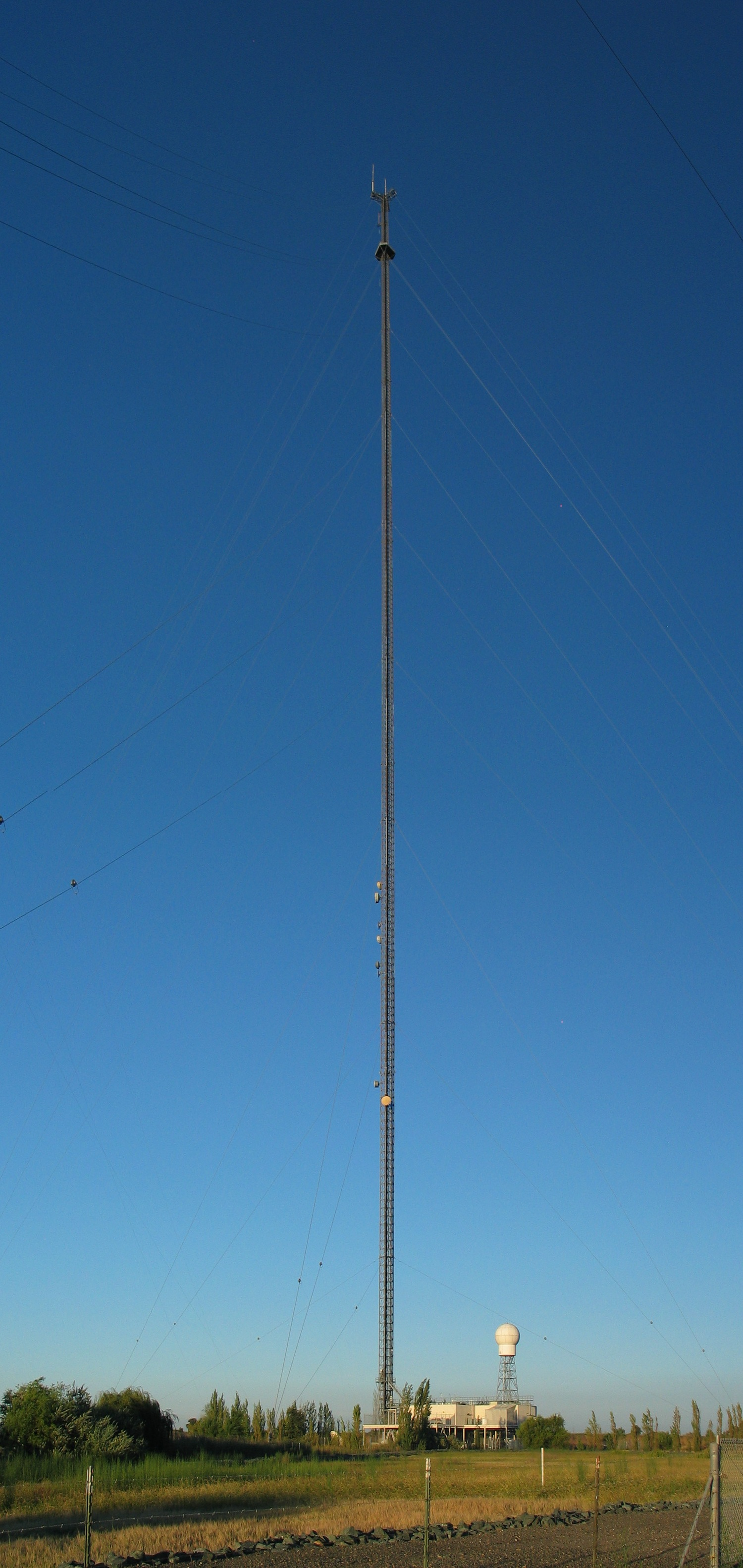
A Torre KXTV/KOVR; observe a estação de radar meteorológico Doppler à direita ao fundo. Crédito: Daniel Schwen

A Torre KXTV/KOVR, também conhecida como Sacramento Joint Venture Tower, é uma torre de comunicação estaiada localizada na cidade de Walnut Grove, Califórnia, Estados Unidos.
Construída em 2000, medindo 625 metros de altura (2,049 pés), é a estrutura mais alta de toda a Califórnia, a terceira torre estaiada mais alta do mundo (em 2001) e a sétima estrutura mais alta que existe se o mastro de rádio destruído de Varsóvia, o Burj Khalifa em Dubai, o Merdeka 118 em Kuala Lumpur, a Shanghai Tower em Xangai e a Tokyo Sky Tree em Tóquio estivessem incluídas.
Módulos transmissores omnidirecionais de sinal de TV na torre transportam os sinais de transmissão over-the-air (OTA) para o canal 10 da emissora KXTV-TV (virtual e transmissão) e os canais 13 (virtual) e 25 da emissora KOVR-TV (transmissão). As coordenadas geográficas do local, uma área rural baixa a cerca de 23 milhas (37 km) ao sul-sudoeste de Sacramento e 25 milhas (40 km) ao norte-noroeste de Stockton, são 38° 14′ 23″ N, 121° 30′ 06″ O.
Nas proximidades da Torre KXTV/KOVR estão mais duas torres de altura semelhante, a Torre Channel 40 e KVIE-TV Channel 6 e a Torre Channel 3-Hearst-Argyle, formando uma impressionante "fazenda de antenas" no lado leste do Rio Sacramento e a oeste da rodovia Interstate 5, que também possui uma excelente visualização das torres, que podem ser vistas a quilômetros de distância.
As antenas nessas torres atendem estações de transmissão transmitindo programação de TV para telespectadores em Sacramento, Stockton e Modesto, no Vale Central da Califórnia.
Com sua altura significativa e localização central em Walnut Grove, eles fornecem cobertura de sinal de linha de visão (LOS) para o terreno plano adjacente do vale por mais de 60 milhas (100 km) ao norte de Sacramento e ao sul -sudeste de Stockton e Modesto. As torres também fornecem uma cobertura bastante boa de sinal em todo o vale, a leste, no sopé e nas montanhas de Sierra Nevada, e a oeste, em partes da área oriental da baía de São Francisco (condados orientais de Solano e Contra Costa).
O filme A Queda, lançado em 2022, foi baseado nesta torre de rádio segundo o diretor. No filme, ela é denominada Torre de TV B-67.